# Martín de Ocón
Martín de Ocón (¿? - Jaén, 1541) licenciado, sacerdote castellano, arcediano de la catedral de Jaén y provisor de la misma con el obispo Alonso Suárez de la Fuente del Sauce, su más fiel colaborador. Fue administrador apostólico a la muerte del obispo.
Estuvo al servicio del obispo Alonso Suárez, siendo su provisor e incluso dispuso de una capilla para ser enterrado, situada en el trascoro, en la nave del Sagrario, flaqueada por las capillas del canónigo Miguel Granados y la capilla del deán Alvar Pérez de Santa Cruz. Fue tío de Pedro de Ocón, que fue arcediano de la colegiata de Úbeda. A la muerte del obispo, Martín continuó en la diócesis ejerciendo funciones de administrador hasta el nombramiento del nuevo obispo que recayó en el trinitario Diego Gayangos en 1522, pero a los pocos días de su elección murió, por lo que no llegó a tomar posesión de la diócesis. Por lo tanto siguió un año más, hasta la entrada del cardenal Merino, que sería el nuevo obispo.
Martín amasó una buena fortuna en el tiempo que estuvo con el obispo. Fue propietario de varias casas cerca de la catedral de Jaén,  fundó una capellanía, realizó la capilla del Puente del Obispo. Además, compró una huerta en Otíñar, lindera al camino de Granada. Compró de su costa gran cantidad de ornamentos para la catedral.